# Топольне (Хабарський район)
То́польне (рос. Топольное) — село у складі Хабарського району Алтайського краю, Росія. Адміністративний центр та єдиний населений пункт Тополинської сільської ради.

## Населення
Населення — 519 осіб (2010; 812 у 2002).
Національний склад (станом на 2002 рік):
- росіяни — 82 %